# توماس سبيتزر
توماس سبيتزر (بالألمانية: Thomas Spitzer) (و. 1953  م) هو مصمم جرافيك، ومغني، وكاتب أغاني نمساوي، ولد في غراتس.

## جوائز
حصل على جوائز منها:

جائزة أمادايوس للموسيقى النمساوية ‏ (2019)

## وصلات خارجية
- توماس سبيتزر على موقع IMDb (الإنجليزية)
- توماس سبيتزر على موقع ميوزك برينز (الإنجليزية)
- توماس سبيتزر على موقع ديسكوغز (الإنجليزية)

- توماس سبيتزر في قاعدة بيانات الأفلام على الإنترنت